# Hans Hasse
Hans Karl Albert Max Hasse (* 24. Juni 1905 in Barsinghausen; † 3. März 1983 in Hamburg) war ein deutscher SS-Sturmbannführer und stellvertretender Führer des Einsatzkommandos 8 der Einsatzgruppe B. Dieses Einsatzkommando führte u. a. in Weißrussland die Vernichtung der Juden durch.

## Leben
Seine Eltern waren der Erste Bergrat Felix Hasse und seine Ehefrau Anna geborene Wez. Er besuchte die Oberrealschule in Oberhausen und bestand 1924 die Reifeprüfung. Danach arbeitete er bis zum Herbst 1925 als Praktikant in der von seinem Großvater mitbegründeten Werkzeugmaschinenfabrik C. Ha. und Wrede GmbH. in Berlin. Er studierte an den Technischen Hochschulen in Berlin-Charlottenburg und München das Fach "Allgemeiner Maschinenbau".
Im Frühjahr 1931 bestand er an der Technischen Hochschule in Berlin die Diplomingenieurprüfung. Nach einer kurzen Tätigkeit bei der Firma Ha. & Wrede wurde er Ende des Jahres 1931 arbeitslos. Er wurde wegen Auftragsmangels entlassen. Um der Arbeitslosigkeit zu entgehen, übernahm er im Januar 1932 einen Posten als Nachtwächter und Tankwart, den er bis Ende März 1933 versah.
Zum 1. November 1929 trat er der NSDAP bei (Mitgliedsnummer 160.489). Im Jahre 1930 wurde er Mitglied der SS (SS-Nummer 5.731). Im Juni 1933 begann er eine Ausbildung zum Kriminalkommissar in Gleiwitz und in Berlin. Im Jahre 1935 bestand er in Berlin die Kommissarprüfung. Am 1. Juni 1935 wurde er als Kriminalkommissar auf Probe und technischer Sachverständiger für Katastrophen- und Sabotagefälle zur Staatspolizeistelle Halle an der Saale versetzt. Hier war er vom 16. Juli 1935 bis zum 23. September 1935 Leiter der Außenstelle Weissenfels. Kurz vor dem Einmarsch der deutschen Truppen in das Sudetenland wurde Hasse zum Einsatzkommando Schäfer versetzt. Mit diesem Kommando gelangte er nach Reichenberg. Nach Einrichtung der Staatspolizeistelle Reichenberg im Oktober oder November 1938 wurde er dorthin versetzt, und zwar als Leiter der Abteilung II (Innenpolitik). Am 1. April 1940 wurde er zum Kriminalrat befördert. Er wurde am 16. September 1940 zur Staatspolizeileitstelle Berlin versetzt. Dort war er im Referat Kommunistenbekämpfung und Sabotageabwehr tätig.
Im Herbst 1941 wurde er zum Osteinsatz abkommandiert. Zunächst war er beim Stab der Einsatzgruppe B in Smolensk tätig. Im Dezember 1941 kam er zum Einsatzkommando 8 nach Mogilew, wo er zunächst als Leiter der Abteilung IV (Gestapo) und V (Kripo) eingesetzt wurde. Hasse wurde Stellvertreter des Einsatzkommandoführers Heinz Richter. Unter der Leitung Hasses sollen bei Mogilew 100 Geisteskranke vergast worden sein. Danach war er wieder beim Stab der Einsatzgruppe B und später auch bei der Einsatzgruppe C tätig. Am 1. Juni 1944 wurde er zur Stapostelle nach Bremen versetzt. Im März 1945 kam er zum Inspekteur der Sicherheitspolizei und des SD in Hamburg.
Nach dem Krieg wurde er am 21. April 1946 von der amerikanischen Besatzungsmacht festgenommen. Aufgrund von Misshandlungen von Russen und Polen in einem Arbeitserziehungslager wurde er zu fünf Jahren Gefängnis verurteilt, aber nach zweieinhalb Jahren wurde er entlassen. Nach seiner Entlassung arbeitete Haase zunächst einige Monate als Inseratenwerber für ein Firmenhandbuch. Seit Sommer 1951 war er als Industriehandelsvertreter für mehrere Firmen der Maschinenindustrie tätig. Von 20. November 1962 bis 27. April 1965 war er in Untersuchungshaft. Am 11. April 1969 wurde er vom Landgericht Kiel wegen Beihilfe zum Mord zu fünfeinhalb Jahren Zuchthaus verurteilt. Der Untersuchungshaft und auch seine Internierungshaft wurden angerechnet.